# Gilda Radner
Gilda Susan Radner (Detroit, 28 de junho de 1946 — Los Angeles, 20 de maio de 1989) foi uma comediante e atriz estadunidense, conhecida por fazer parte do elenco original do humorístico Saturday Night Live, do qual fez parte entre 1975 e 1979.  Radner ganhou o Emmy Award por sua performance no programa e se consagrou como uma figura icônica no cenário da comédia dos Estados Unidos.

## Biografia
Nascida em Detroit, Radner era de família judia. Seu pai, de quem era muito próxima, a levava com frequência para Nova Iorque para assistir a espetáculos da Broadway.
Estudou Teatro pela Universidade de Michigan, mas não se formou.

## Carreira
Após um período vivendo no Canadá trabalhando no teatro, Radner retornou a Nova Iorque em 1974, onde fez carreira no rádio. Ao lado de Bill Murray, Chevy Chase e John Belushi, fez parte do elenco do The National Lampoon Radio Hour. No mesmo ano, foi escolhida por Lorne Michaels para integrar o elenco de estreia do Saturday Night Live, do qual fez parte entre 1975 e 1979. O grupo ficou conhecido como "Not Ready for Prime Time Players" (Não Estão Prontos Para o Horário Nobre). 
Radner rapidamente ganhou notoriedade por algumas de suas personagens, como a correspondente Roseanne Roseannadanna.

## Vida pessoal
Casou em 1984 com o ator e diretor Gene Wilder, com quem fez filmes como A Dama de Vermelho; Hanky Panky, Uma Dupla em Apuros e Lua de Mel Assombrada.
Morreu 5 anos depois, vítima de câncer no ovário, com apenas 42 anos.

## Filmografia
- 1986 – Haunted Honeymoon
- 1985 – Movers & Shakers
- 1984 – The Woman in Red
- 1982 – Hanky Panky
- 1980 – First Family

|                                                          |                                                                                                 |                                                                 |
| Estrela de Gilda Radner na Calçada da Fama de Hollywood. | Cedars-Sinai Medical Center de Los Angeles que abriga o Gilda Radner Hereditary Cancer Program. | Gilda Radner e Gene Wilder no filme de 1986, Haunted Honeymoon. |